# Eva Nadig
Eva Nadig (* 23. April 1871 in Chur; † 10. April 1961 in Zürich; heimatberechtigt in Davos, Chur und Basel) war eine Schweizer Pädagogin und Frauenrechtlerin aus dem Kanton Graubünden.

## Leben
Eva Nadig war eine Tochter von Johann Josua Nadig, Gerichtsschreiber, und der Christine Plattner. Sie war eine Schwester von Clara Ragaz. Im Jahr 1891 schloss sie das Lehrerinnenseminar Aarau ab. Sie absolvierte danach ein Studium an den Universitäten Lausanne und Zürich. Sie erhielt im Jahr 1898 das Diplom als Sekundarlehrerin für Englisch und Französisch in Zürich.
Nadig unterrichtete an einer Mädchenschule in Oxford und später an verschiedenen Schulen in der Schweiz. Im Jahr 1914 erfolgte ihre Wahl als Lehrerin an die Bündner Frauenschule in Chur. 1898 war sie Mitgründerin der Churer Sektion des Schweizerischen Gemeinnützigen Frauenvereins. Diesen präsidierte sie von 1911 bis 1927. Ab 1909 bis 1923 war sie Präsidentin der Sektion Chur des Schweizerischen Bunds abstinenter Frauen. Nadig gehörte zu den Pionierinnen der Bündner Frauenbewegung. Ihr besonderes Augenmerk galt dabei der Berufsbildung und Berufsberatung für Frauen. Im Jahr 1910 verfasste sie das Lustspiel Der Ruef in d’Hauptstadt.